# Куп Србије у ватерполу 2010/11.
Куп Србије у ватерполу 2010/11. је пето такмичење организовано под овим називом од стране Ватерполо савеза Србије. Први део такмичења трајао је од 23. октобра до 4. децембра 2010. године. Финални турнир је одржан 11. и 12. децембра 2010. године у Београду, а сви мечеви су одиграни на базену СЦ Бањица.
У првом делу такмичења осам екипа разврстано је у две групе са по шест. Играло се по двокружном бод систему у шест кола. Екипе које су по завршетку ове фазе заузеле прва два места на табели у групама пласирале су се на финални турнир и у полуфиналним дуелима биле су упарене по систему А1-Б2, Б1-А2.

## Први део такмичења

### Група А

#### Резултати по колима
| 1. коло            |      |
| Београд - Партизан | 8:18 |
| ТЕНТ - ЖАК         | 3:12 |

| 2. коло        |      |
| Београд - ТЕНТ | 14:3 |
| Партизан - ЖАК | 16:4 |

| 3. коло         |      |
| ТЕНТ - Партизан | 2:24 |
| ЖАК - Београд   | 9:10 |

| 4. коло            |      |
| ЖАК - ТЕНТ         | 18:3 |
| Партизан - Београд | 16:1 |

| 5. коло        |      |
| ЖАК - Партизан | 3:21 |
| ТЕНТ - Београд | 4:8  |

| 5. коло         |      |
| Београд - ЖАК   | 8:10 |
| Партизан - ТЕНТ | 21:1 |

#### Табела
|  | М | Клуб               | Одиг. | Поб. | Нер. | Пор. | ГД  | ГП | ГР  | Бод. |
|  | - | ------------------ | ----- | ---- | ---- | ---- | --- | -- | --- | ---- |
|  | 1 | Партизан Рајфајзен | 6     | 6    | 0    | 0    | 116 | 19 | +97 | 18   |
|  | 2 | ЖАК                | 6     | 3    | 0    | 3    | 56  | 61 | -5  | 9    |
|  | 3 | Београд            | 6     | 3    | 0    | 3    | 49  | 60 | -11 | 9    |
|  | 4 | ТЕНТ               | 6     | 0    | 0    | 6    | 16  | 97 | -81 | 0    |

Легенда:
|  | Пласман на финални турнир Купа Србије |

### Група Б

#### Резултати по колима
| 1. коло                |      |
| Ц. звезда - Сингидунум | 8:2  |
| Војводина - Ниш        | 21:2 |

| 2. коло               |     |
| Сингидунум - Ниш      | 9:6 |
| Ц. звезда - Војводина | 3:5 |

| 3. коло                |      |
| Војводина - Сингидунум | 17:3 |
| Ниш - Ц. звезда        | 2:14 |

| 4. коло                |      |
| Сингидунум - Ц. звезда | 3:13 |
| Ниш - Војводина        | 2:8  |

| 5. коло               |     |
| Војводина - Ц. звезда | 7:6 |
| Ниш - Сингидунум      | 8:6 |

| 5. коло                |      |
| Сингидунум - Војводина | 6:9  |
| Ц. звезда - Ниш        | 15:1 |

#### Табела
|  | М | Клуб              | Одиг. | Поб. | Нер. | Пор. | ГД | ГП | ГР  | Бод. |
|  | - | ----------------- | ----- | ---- | ---- | ---- | -- | -- | --- | ---- |
|  | 1 | Војводина         | 6     | 6    | 0    | 0    | 67 | 22 | +45 | 18   |
|  | 2 | Црвена звезда ВЕТ | 6     | 4    | 0    | 2    | 59 | 20 | +39 | 12   |
|  | 3 | Сингидунум        | 6     | 1    | 0    | 5    | 29 | 61 | -32 | 3    |
|  | 4 | Ниш               | 6     | 1    | 0    | 5    | 21 | 73 | -52 | 3    |

Легенда:
|  | Пласман на финални турнир Купа Србије |

## Финални турнир

### Полуфинале
| 11. децембар 2010. 15:00 | Детаљи | Партизан Рајфајзен                           | 7 : 2   | Црвена звезда ВЕТ | СЦ Бањица, Београд Судије: Путниковић, Ћирић |
| 11. децембар 2010. 15:00 | Детаљи | Резултати по четвртинама: 1-0, 0-0, 4-1, 2-1 |         |                   | СЦ Бањица, Београд Судије: Путниковић, Ћирић |
| 11. децембар 2010. 15:00 | Детаљи | Прлаиновић, Радовић 2                        | Стрелци | Поповић, Савић 1  | СЦ Бањица, Београд Судије: Путниковић, Ћирић |

| 11. децембар 2010. 17:00 | Детаљи | Војводина                                    | 11 : 2  | ЖАК             | СЦ Бањица, Београд Судије: Голијанин, Стефановић |
| 11. децембар 2010. 17:00 | Детаљи | Резултати по четвртинама: 2-1, 3-0, 2-0, 4-1 |         |                 | СЦ Бањица, Београд Судије: Голијанин, Стефановић |
| 11. децембар 2010. 17:00 | Детаљи | Убовић 3                                     | Стрелци | Пештерић, ??? 1 | СЦ Бањица, Београд Судије: Голијанин, Стефановић |

### Финале
| 12. децембар 2010. 17:00 | Детаљи | Партизан Рајфајзен                           | 11 : 8  | Војводина          | СЦ Бањица, Београд Судије: Голијанин, Ћирић |
| 12. децембар 2010. 17:00 | Детаљи | Резултати по четвртинама: 3-1, 2-2, 2-2, 4-3 |         |                    | СЦ Бањица, Београд Судије: Голијанин, Ћирић |
| 12. децембар 2010. 17:00 | Детаљи | Ћук 3                                        | Стрелци | Вапенски, Ранђић 3 | СЦ Бањица, Београд Судије: Голијанин, Ћирић |

| Победник Купа Србије у ватерполу 2010/11. |
| ----------------------------------------- |
| ВК Партизан 5. титула                     |